# Tiago Esgaio
Tiago Esgaio, né le 1er août 1995 à Nazaré au Portugal, est un footballeur portugais qui évolue actuellement au poste d'arrière droit au FC Arouca.

## Biographie

### Débuts professionnels
Né à Nazaré au Portugal, Tiago Esgaio passe notamment par l'União de Leiria et le Rio Ave FC, mais sans pour autant jouer en équipe première. Il rejoint en 2014 le Caldas SC, où il fait ses débuts en professionnel.
Le 4 avril 2018, il signe en faveur du Belenenses SAD, un contrat effectif à compter du 1er juillet 2018. Il intègre toutefois l'équipe B du club dans un premier temps, et se voit ensuite prêté au SCU Torreense, son ancien club.
Il est intégré à l'équipe première du Belenenses SAD lors de la saison 2019-2020, et joue son premier match le 15 septembre 2019, lors d'une rencontre de championnat face au CS Marítimo. Il entre en jeu en cours de partie, et son équipe s'impose par trois buts à un. Esgaio inscrit son premier but dès sa deuxième apparition, le 28 septembre suivant, contre le FC Famalicão, en championnat. Son équipe s'incline toutefois par trois buts à un ce jour-là.

### SC Braga
Le 23 avril 2021, est annoncé le transfert de Tiago Esgaio au SC Braga, où il s'engage pour un contrat de quatre ans.

### FC Arouca
Le 25 août 2021, Tiago Esgaio rejoint le FC Arouca sous la forme d'un prêt d'une saison.
Esgaio marque son premier but pour le FC Arouca le 22 décembre 2022, lors d'une rencontre de Coupe de la Ligue portugaise face au Moreirense FC. Il est l'auteur du but égalisateur de son équipe, qui l'emporte finalement par deux buts à un.
Le 26 juin 2023, le prêt d'Esgaio au FC Arouca est prolongé d'une saison.
Le 28 juin 2024, Tiago Esgaio rejoint définitivement le FC Arouca, signant un contrat de trois ans, soit jusqu'en juin 2027.

## Vie personnelle
Tiago Esgaio est le frère de Ricardo Esgaio, lui aussi footballeur professionnel.